# Liste der Kulturgüter in Boswil
Die Liste der Kulturgüter in Boswil enthält alle Objekte in der Gemeinde Boswil im Kanton Aargau, die gemäss der Haager Konvention zum Schutz von Kulturgut bei bewaffneten Konflikten, dem Bundesgesetz vom 20. Juni 2014 über den Schutz der Kulturgüter bei bewaffneten Konflikten sowie der Verordnung vom 29. Oktober 2014 über den Schutz der Kulturgüter bei bewaffneten Konflikten unter Schutz stehen.
Objekte der Kategorien A und B sind vollständig in der Liste enthalten, Objekte der Kategorie C fehlen zurzeit (Stand: 1. Januar 2023). Unter übrige Baudenkmäler sind weitere geschützte Objekte zu finden, die in der Bau- und Nutzungsordnung der Gemeinde verzeichnet und nicht bereits in der Liste der Kulturgüter enthalten sind.

## Kulturgüter
| Foto |                                                                         | Objekt                                        | Kat. | Typ | Standort                               | Beschreibung |
| ---- | ----------------------------------------------------------------------- | --------------------------------------------- | ---- | --- | -------------------------------------- | ------------ |
| ja   | Datei hochladen · Wikidata zu Katholische Kirche St. Pankraz (Q2083145) | Katholische Kirche St. Pankraz KGS-Nr.: 00068 | A    | G   | Kirchweg 3.4 666060 / 239033           |              |
| ja   | Datei hochladen · Wikidata zu Wohnhaus (Q19362300)                      | Wohnhaus Nr. 169 KGS-Nr.: 09845               | A    | G   | Niesenbergstrasse 6 665719 / 239211    |              |
| ja   | Datei hochladen · Wikidata zu Säge Weissenbach (Q2378840)               | Säge Weissenbach KGS-Nr.: 09846               | A    | G   | Weissenbach 301 665506 / 236629        |              |
| BW   | Datei hochladen · Wikidata zu Vielzweckbau (Q29575758)                  | Vielzweckbau KGS-Nr.: 15224                   | B    | G   | Sentenstrasse 2 665876 / 238935        |              |
| ja   | Datei hochladen · Wikidata zu Siegristenhaus (Q29575757)                | Sigristenhaus KGS-Nr.: 15225                  | B    | G   | Bachstrasse 28 666660 / 239545         |              |
| ja   | Datei hochladen · Wikidata zu Ehemaliges Untervogthaus (Q29575747)      | Ehemaliges Untervogthaus KGS-Nr.: 15226       | B    | G   | Bachstrasse 26 666615 / 239484         |              |
| ja   | Datei hochladen · Wikidata zu Ökonomiegebäude Sentenhof (Q29575753)     | Ökonomiegebäude Sentenhof KGS-Nr.: 15227      | B    | G   | Sentenhof 287.6 666529 / 237198        |              |
| ja   | Datei hochladen · Wikidata zu Wohnhaus Nr. 59 (Q29575759)               | Wohnhaus Nr. 59 KGS-Nr.: 15228                | B    | G   | Kirchweg 12 666298 / 239201            |              |
| BW   | Datei hochladen · Wikidata zu Zehntenscheune (Q29575761)                | Zehntenscheune Kloster Muri KGS-Nr.: 15229    | B    | G   | Mühlegasse 1 666068 / 239145           |              |
| ja   | Datei hochladen · Wikidata zu Altes Pfarrhaus / Künstlerhaus (Q1797125) | Altes Pfarrhaus KGS-Nr.: 15230                | B    | G   | Flurstrasse 21 666694 / 239522         |              |
| ja   | Datei hochladen · Wikidata zu Bauernhaus (Q29575744)                    | Bauernhaus KGS-Nr.: 15231                     | B    | G   | Flurstrasse 12 666674 / 239383         |              |
| ja   | Datei hochladen · Wikidata zu Bauernhaus (17. Jahrhundert) (Q29575745)  | Bauernhaus KGS-Nr.: 15232                     | B    | G   | Bachstrasse 30 666685 / 239560         |              |
| ja   | Datei hochladen · Wikidata zu Odilokapelle (Q1370053)                   | Beinhaus mit Odilokapelle KGS-Nr.: 15233      | B    | G   | Flurstrasse 18.1 666694 / 239471       |              |
| ja   | Datei hochladen · Wikidata zu Gasthaus «zum Sternen» (Q29575748)        | Gasthaus «Zum Sternen» KGS-Nr.: 15234         | B    | G   | Zentralstrasse 19a 666197 / 239157     |              |
| ja   | Datei hochladen · Wikidata zu Haus (Q29575750)                          | Haus KGS-Nr.: 15235                           | B    | G   | Oberdorfstrasse 14 665955 / 239116     |              |
| ja   | Datei hochladen · Wikidata zu Martinskapelle (Q1775074)                 | Martinskapelle KGS-Nr.: 15236                 | B    | G   | Niesenbergstrasse 12.4 665518 / 239335 |              |
| ja   | Datei hochladen · Wikidata zu Salve-Regina-Kapelle (Q29575755)          | Salve-Regina-Kapelle KGS-Nr.: 15237           | B    | G   | Oberdorfstrasse 19.2 665819 / 239010   |              |
| BW   | Datei hochladen · Wikidata zu Scheune (Q29575756)                       | Scheune KGS-Nr.: 15238                        | B    | G   | Kirchweg 10.1 666268 / 239208          |              |
| ja   | Datei hochladen · Wikidata zu Sentenhof (Q2271395)                      | Sentenhof KGS-Nr.: 15239                      | B    | G   | Sentenhof 287 666585 / 237210          |              |

## Übrige Baudenkmäler
| ID  | Foto |                 | Objekt                                             | Typ | Standort                      | Beschreibung |
| --- | ---- | --------------- | -------------------------------------------------- | --- | ----------------------------- | ------------ |
| 703 |      | Datei hochladen | Bauernhaus Fachwerkbau 1788 (Tuffsteinfüllung)     | G   | Koordinaten fehlen! Hilf mit. |              |
| 712 |      | Datei hochladen | Bauernhaus; Vielzweckbau, ehemaliges Strohdachhaus | G   | Koordinaten fehlen! Hilf mit. |              |
| 713 |      | Datei hochladen | Bauernhaus                                         | G   | Koordinaten fehlen! Hilf mit. |              |
| 716 |      | Datei hochladen | Bauernhaus, Hausteil                               | G   | Koordinaten fehlen! Hilf mit. |              |
| 722 |      | Datei hochladen | Bauernhaus, ehemaliges Strohdachhaus               | G   | Koordinaten fehlen! Hilf mit. |              |
| 723 |      | Datei hochladen | Wohnhaus (ehemals Hafnerei Notter)                 | G   | Koordinaten fehlen! Hilf mit. |              |
| 725 |      | Datei hochladen | Bauernhaus und Brunnen                             | G   | Koordinaten fehlen! Hilf mit. |              |
| 737 |      | Datei hochladen | Schürli, Bruchstein-Mauerwerk                      | G   | Koordinaten fehlen! Hilf mit. |              |
| 742 |      | Datei hochladen | Kleinbauernhaus «s’Becke Huus»                     | G   | Koordinaten fehlen! Hilf mit. |              |
| 743 |      | Datei hochladen | Bauernhaus (1884)                                  | G   | Koordinaten fehlen! Hilf mit. |              |
| 747 |      | Datei hochladen | Prankenkreuz mit Christusfigur                     | K   | Koordinaten fehlen! Hilf mit. |              |
| 749 |      | Datei hochladen | Prankenkreuz mit den Himmelskörpern                | K   | Koordinaten fehlen! Hilf mit. |              |
| 754 |      | Datei hochladen | Prankenkreuz mit Himmelskörpern, 1780              | K   | Koordinaten fehlen! Hilf mit. |              |
| 755 |      | Datei hochladen | Barock-Bildstöckli                                 | K   | Koordinaten fehlen! Hilf mit. |              |
| 756 |      | Datei hochladen | Holzkreuz                                          | K   | Koordinaten fehlen! Hilf mit. |              |
| 757 |      | Datei hochladen | Kreuz                                              | K   | Koordinaten fehlen! Hilf mit. |              |
| 758 |      | Datei hochladen | Steinkreuz mit Sitzbank                            | K   | Koordinaten fehlen! Hilf mit. |              |
| 759 |      | Datei hochladen | Wegkreuz                                           | K   | Koordinaten fehlen! Hilf mit. |              |
| 760 |      | Datei hochladen | Wohnhaus                                           | G   | Koordinaten fehlen! Hilf mit. |              |
| 761 |      | Datei hochladen | Weidhütte                                          | G   | Koordinaten fehlen! Hilf mit. |              |
| 762 |      | Datei hochladen | Wohnhaus mit nebenstehendem Waschhaus              | G   | Koordinaten fehlen! Hilf mit. |              |
| 764 |      | Datei hochladen | Waschhaus                                          | G   | Koordinaten fehlen! Hilf mit. |              |
| 765 |      | Datei hochladen | Wohnhaus                                           | G   | Koordinaten fehlen! Hilf mit. |              |

Legende: Siehe Legende der Liste der Kulturgüter von nationaler und regionaler Bedeutung. Anstelle der KGS-Nummer wird als Objekt-Identifikator (ID) die Inventar- oder Gebäudenummer in der Bau- und Nutzungsordnung der Gemeinde verwendet.